# تقاص (فیلم ۱۹۹۵)
تقاص (به انگلیسی: Payback) یک فیلم جنایی و دلهره‌آور آمریکایی محصول سال ۱۹۹۵ به کارگردانی آنتونی هیکاکس با بازی سی توماس هوول و جون سورنس است.

## داستان
اسکار بونستر (با بازی سی توماس هوول) به یک زندانی در بستر مرگ قول می‌دهد تا انتقامش را از زندان بان قاتل بگیرد. زندانی در ازای این قول محل اختفای یک کیسه پول را به اسکار می‌گوید. اسکار در نهایت از زندان آزاد شده و در پی انتقام می‌رود، اما زندان بان اکنون دچار معلویت شده‌است. در این میان اسکار هر روز بیشتر شیفته رز، همسر زندان بان می‌شود.